# Iglesia de la Trinidad de Guergueti
La iglesia de la Trinidad de Guergueti (en georgiano: წმინდა სამება, Tsminda Sameba) es una de las iglesias de la Iglesia ortodoxa georgiana de la región de Mtsjeta-Mtianeti (Jevi), en la municipalidad de Qazbegi, Georgia. La iglesia se halla situada en la orilla derecha del río Chjeri, tributario por la izquierda del Térek, a una elevación de 2 170 m, bajo el monte Kazbek. Junto a la iglesia pasa la carretera militar georgiana entre Vladikavkaz en Rusia y Tiflis. La frontera rusa se halla 18 km al norte.
El nombre de la iglesia, Guergueti, corresponde al de una antigua población desaparecida cercana, situada en la orilla derecha del río Tergui, y al del glaciar homónimo del monte Kazbek. Su localización aislada en la cima de una empinada montaña rodeada por la inmensidad de la naturaleza la han convertido en un símbolo para Georgia.

## Historia e arquitectura
El complejo eclesiástico comprende una Iglesia en cruz con cúpula y campanario del siglo XIV, así como una Casa del Consejo (en georgiano: საბჭეო), agregado en el siglo XV en el muro sur de la iglesia principal. La iglesia tiene planta rectangular. Su cúpula descansa en dos columnas vacías situadas al oeste y los muros de los ábsides orientales. La iglesia está construida de piedra bien labrada. Cada piedra tiene las caras cuadradas. La fachada y la cúpula de la iglesia están adornadas con ornamentos georgianos. Los ornamentos se encuentran también en los muros del campanario. La Iglesia de la Trinidad de Guergueti era una de las iglesias principales de la región histórica de Jevi.
El autor e investigador georgiano Teimuraz Bagrationi escribe en su libro Historia de Iberia (1832) que, antes de que se erigiera la iglesia de la Trinidad en esta montaña (montaña Sameba) se levantaba una cruz. La construcción de la iglesia y sus edificios anexos no es datable con seguridad, pues no existen fuentes medievales que den una fecha, pero los investigadores, por la arquitectura de los edificios la remontan a los siglos XIV y XV.
Los habitantes del antiguo pueblo de Guergueti tenían la obligación de pagar el mantenimiento de la iglesia. Eran llamados "siervos de la Trinidad (en georgiano: სამების საყდრისშვილები). Durante siglos, como afirma el autor georgiano del siglo XVIII Vajusti Batonishvili, en las épocas de peligro las reliquias guardadas en Mtsjeta, como la cruz de Santa Ninó y otros tesoros de la Iglesia ortodoxa y apostólica georgiana eran trasladados a Guergueti. Una de esas ocasiones tuvo lugar por la invasión persa de 1795. En Guergueti se escribió la crónica georgiana Mosashsenebeli Sultai (მოსახსენებელი სულთაი).
Durante la época soviética la iglesia permaneció cerrada al culto, pero siguió siendo un popular destino turístico. En la actualidad es un establecimiento activo de la iglesia georgiana, en el que se celebran las ceremonias religiosas de la población local. Es un lugar de visita popular entre los senderistas. Se accede tras tres horas de un empinado camino a pie o en media hora en un jeep por una difícil pista de montaña.

## Galería

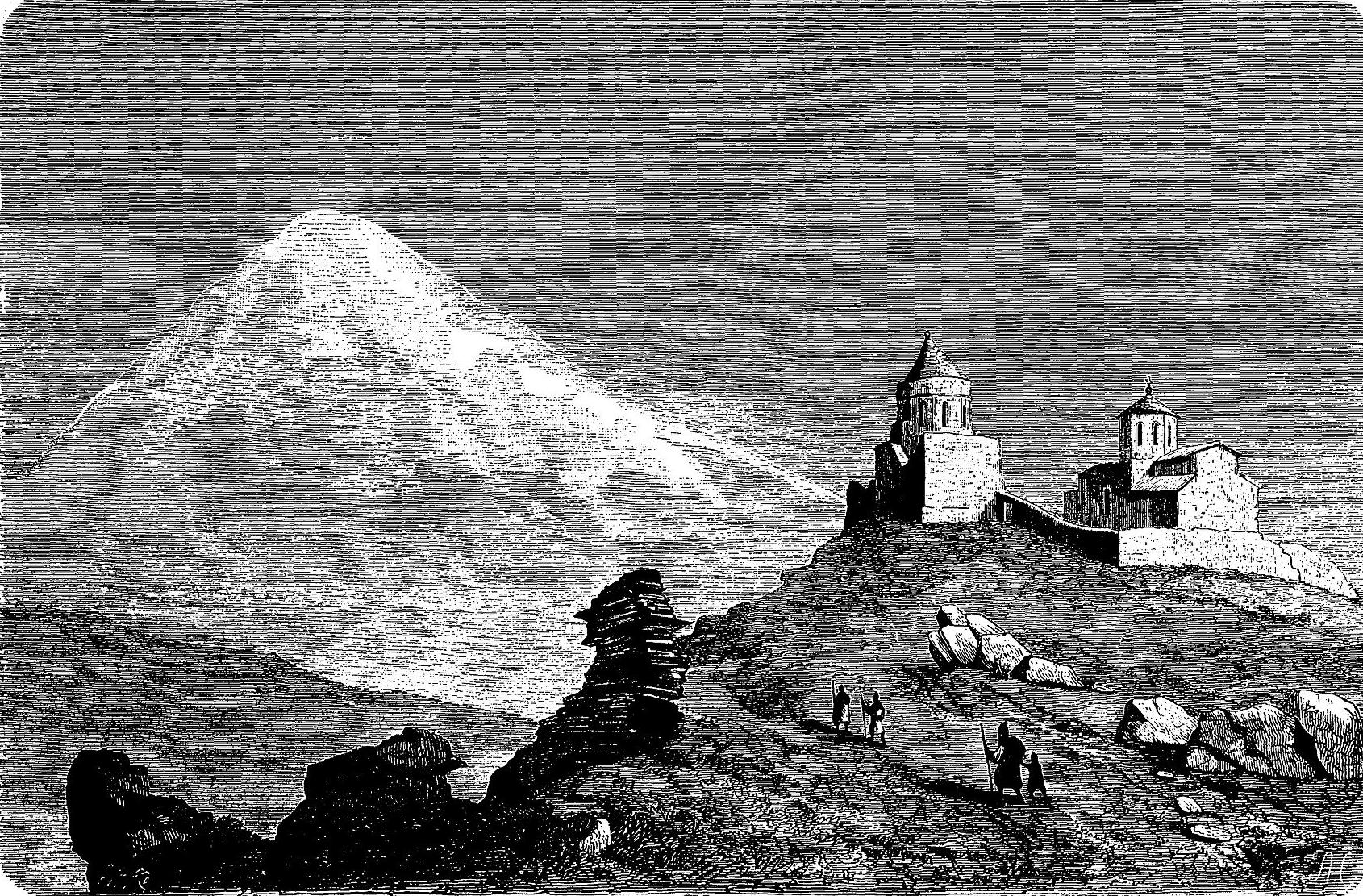
Hermann Roskoschny (1884, grabado), Iglesia en Kazbek.
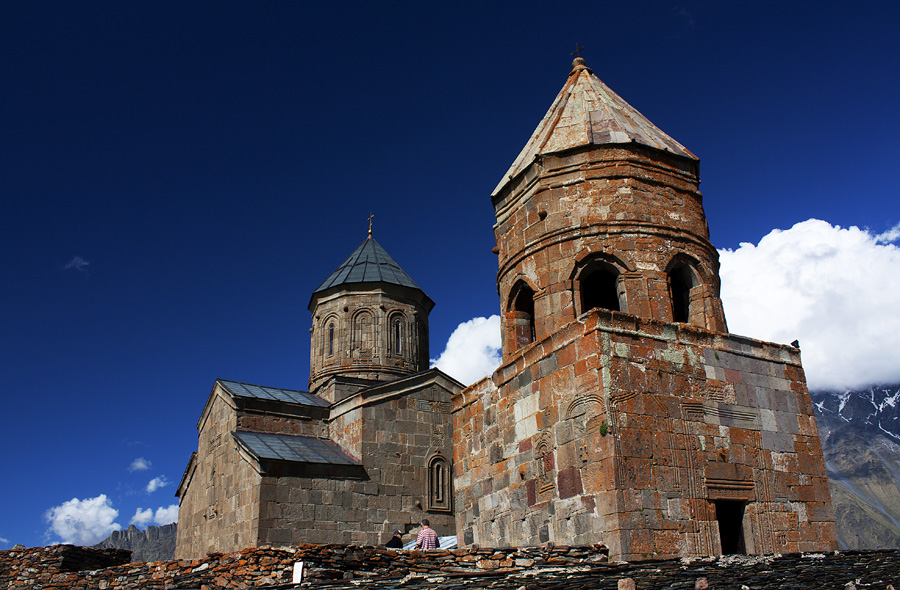
Iglesia de la Trinidad de Guergueti.
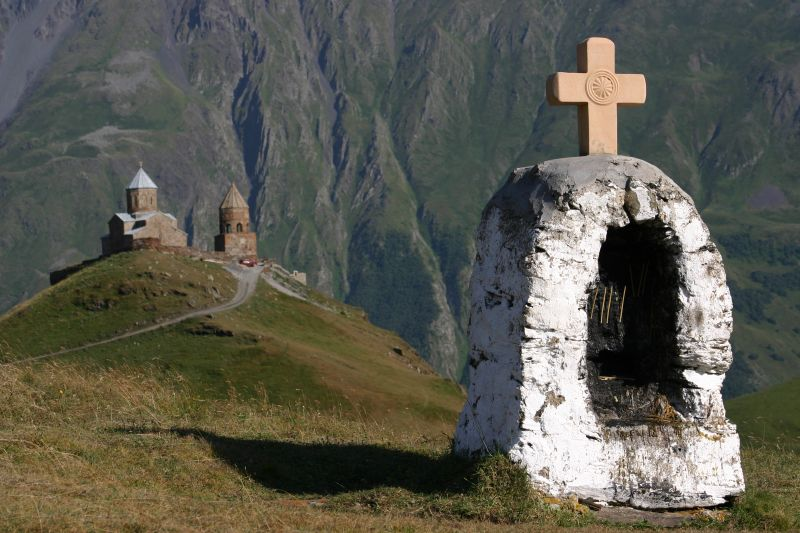
Iglesia de la Trinidad de Guergueti.
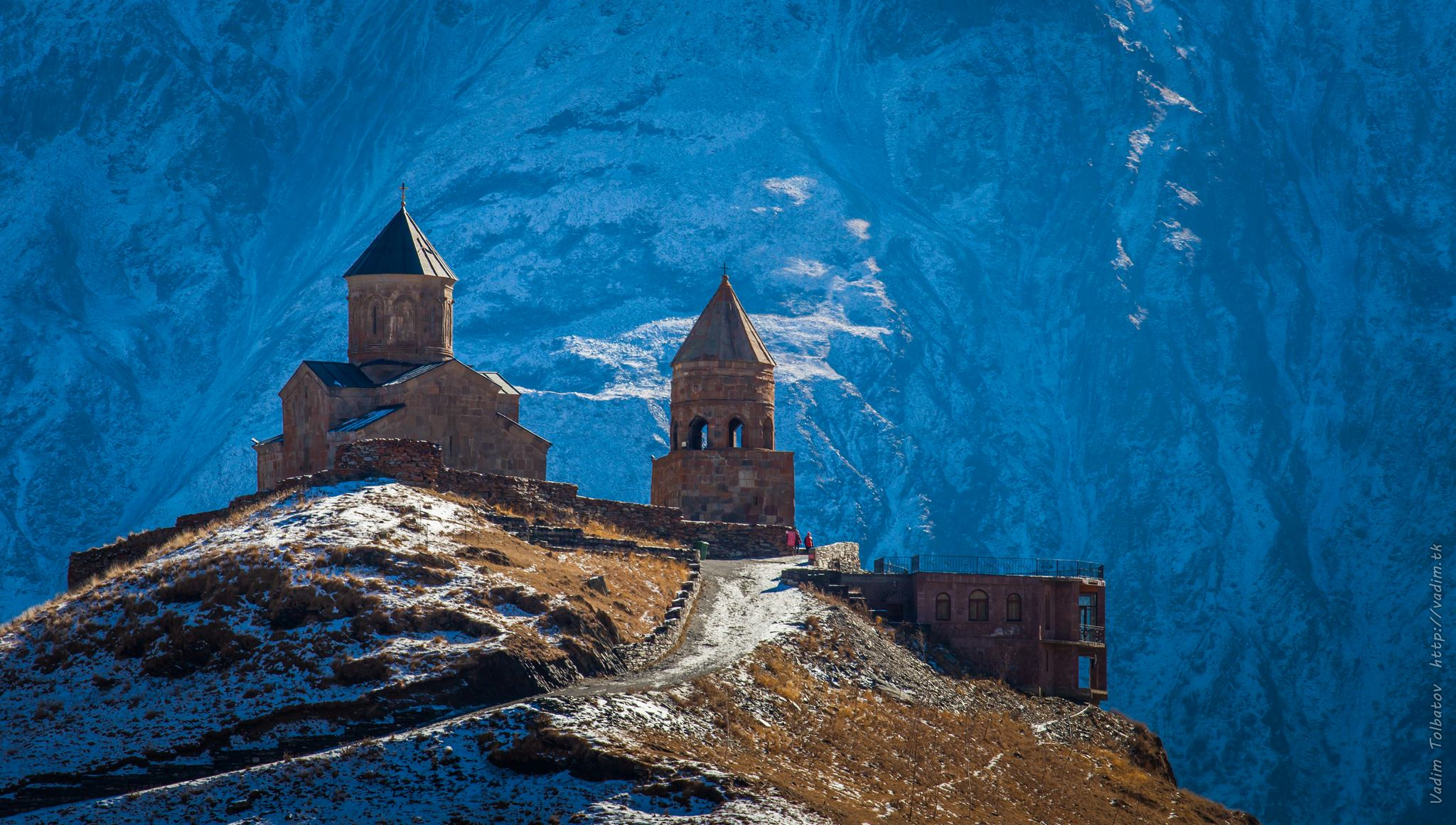
Iglesia de la Trinidad de Guergueti.
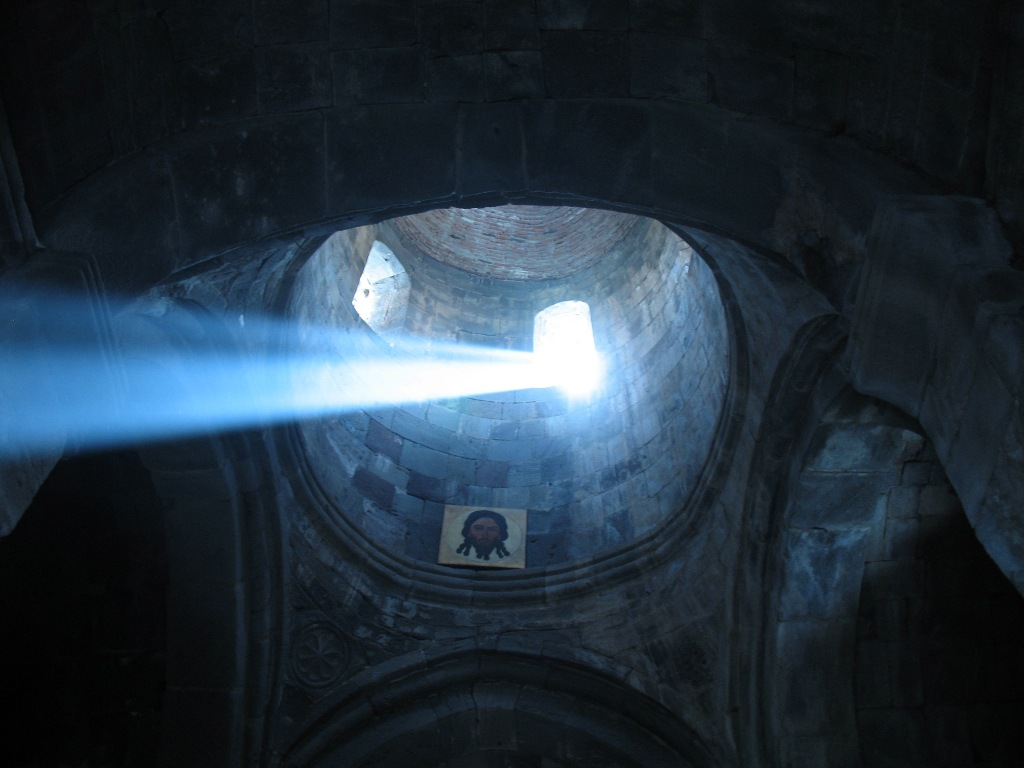
Cúpula, interior de la iglesia.
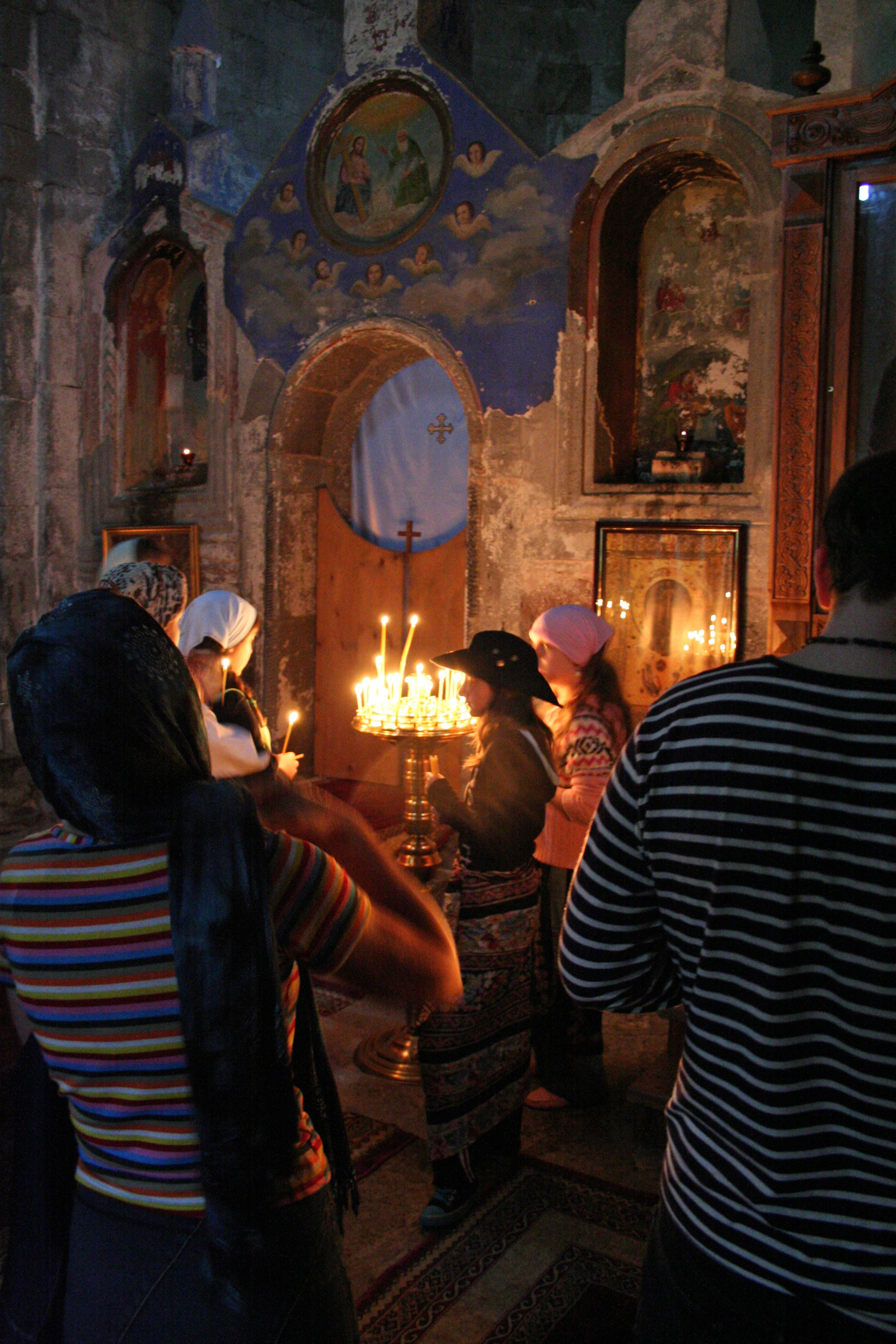
Interior de la Iglesia.
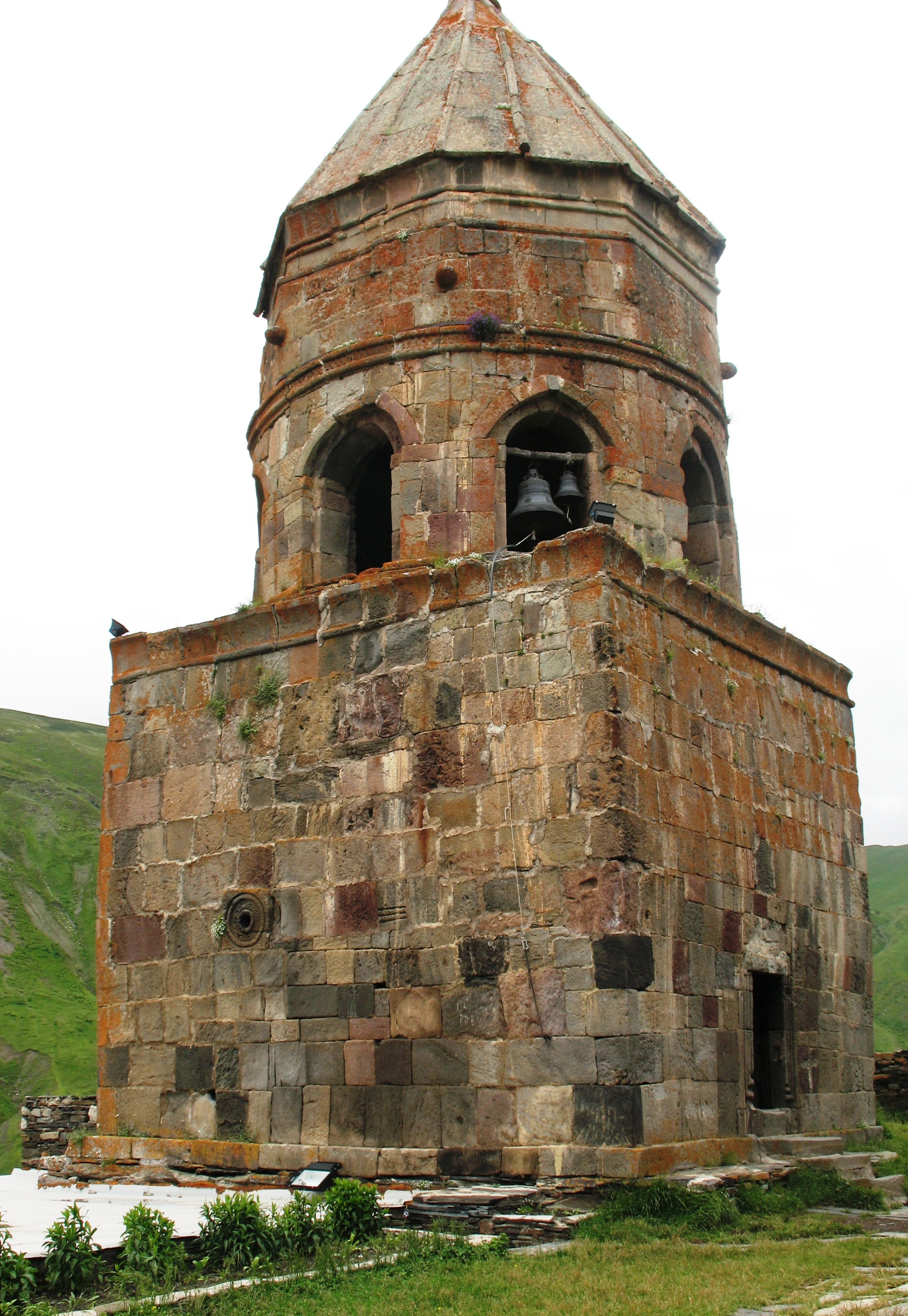
Campanario.
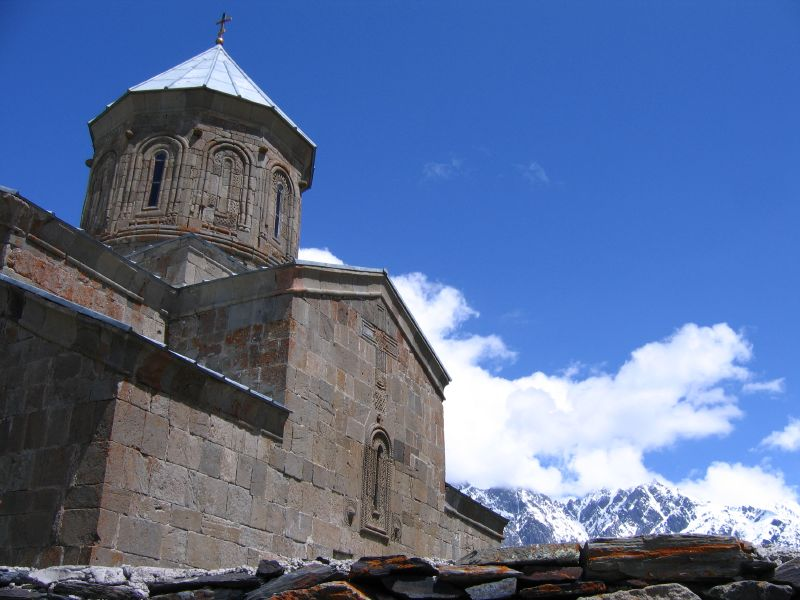
Vista cercana de la iglesia.
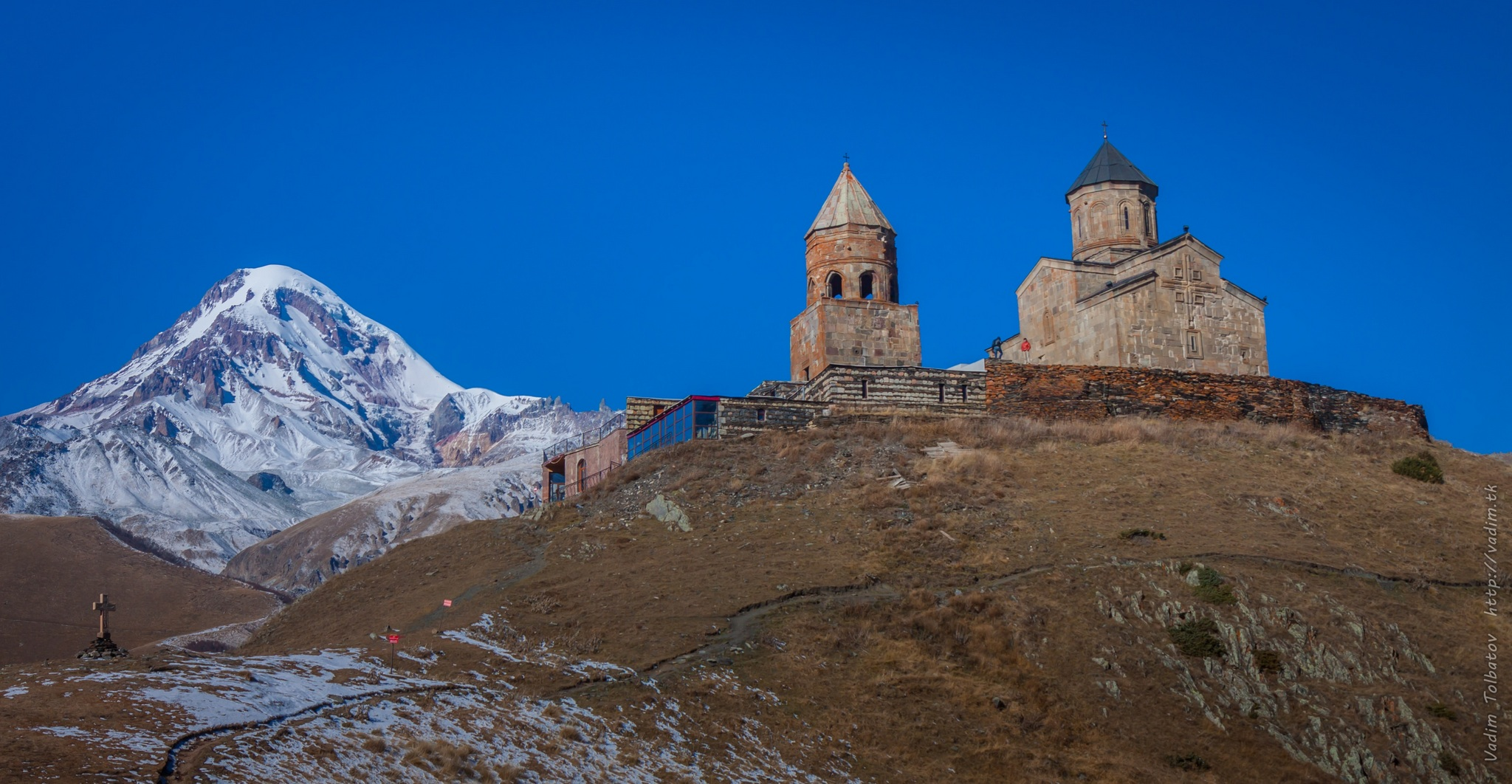
Vista de la iglesia y el monte Kazbek.
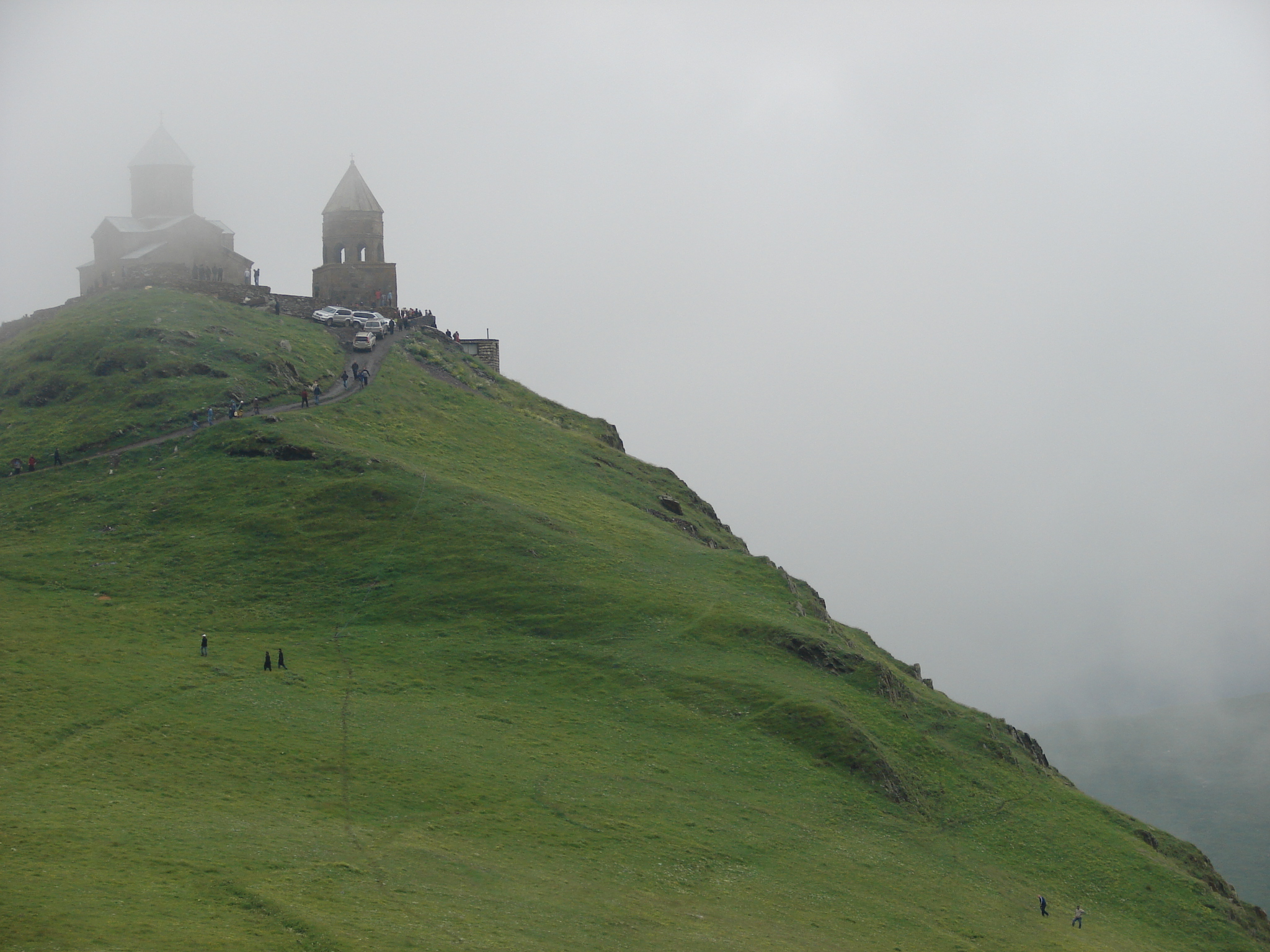
Iglesia de la Trinidad de Guergueti.